# 1079 Mimosa
Mimosa (asteróide 1079) é um asteróide da cintura principal com um diâmetro de 20,7 quilómetros, a 2,7510741 UA. Possui uma excentricidade de 0,0437337 e um período orbital de 1 782,29 dias (4,88 anos).
Mimosa tem uma velocidade orbital média de 17,56026373 km/s e uma inclinação de 1,17674º.
Esse asteróide foi descoberto em 14 de Janeiro de 1927 por George Van Biesbroeck.